# Flamengos (Horta)
Flamengos é uma freguesia portuguesa do município da Horta, na Ilha do Faial, Região Autónoma dos Açores, com 14,13 km² de área e 1561 habitantes (censo de 2021). A sua densidade populacional é 110,5 hab./km².

## Demografia
A população registada nos censos foi:
| Distribuição da População por Grupos Etários | Distribuição da População por Grupos Etários | Distribuição da População por Grupos Etários | Distribuição da População por Grupos Etários | Distribuição da População por Grupos Etários |
| -------------------------------------------- | -------------------------------------------- | -------------------------------------------- | -------------------------------------------- | -------------------------------------------- |
| Ano                                          | 0-14 Anos                                    | 15-24 Anos                                   | 25-64 Anos                                   | > 65 Anos                                    |
| 2001                                         | 319                                          | 253                                          | 736                                          | 186                                          |
| 2011                                         | 288                                          | 200                                          | 912                                          | 204                                          |
| 2021                                         | 237                                          | 184                                          | 897                                          | 243                                          |

## História, monumentos e museus

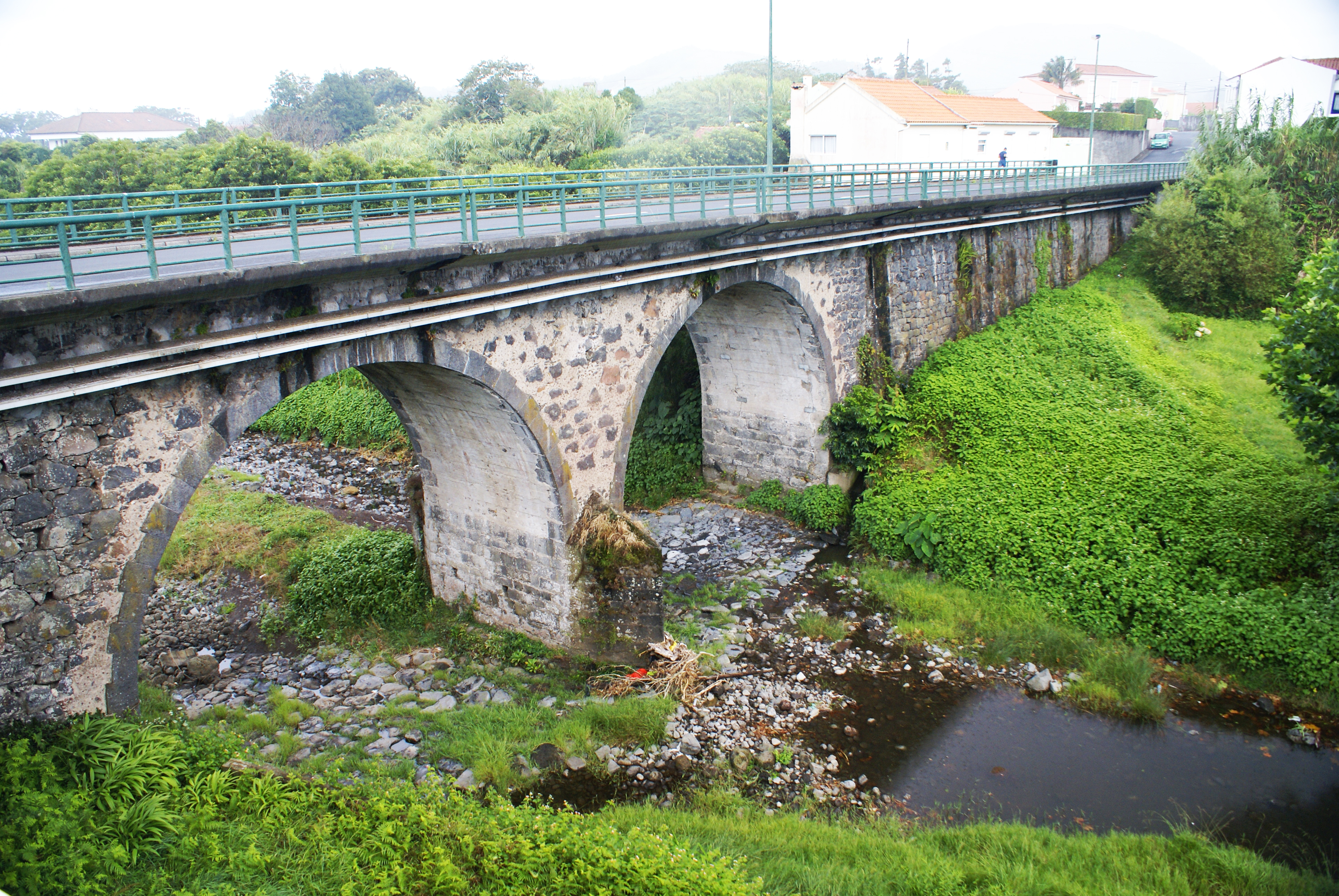
Ponte dos Flamengos, Flamengos

O povoamento da região geográfica do Vale da Ribeira dos Flamengos foi contemporâneo à fundação da Horta. Deriva a sua designação dos primeiros povoadores — famílias flamengas — que por aqui se fixaram, atraídas pelo fértil e abrigado vale da ribeira, com algumas fontes de água de muito boa qualidade. A primitiva Igreja de N. Sra. da Luz terá sido edificada pouco depois do povoamento do local. Tinha três naves sobre cinco colunas, grande e bem construída, segundo o Padre Gaspar Frutuoso.
A construção da actual Ponte dos Flamengos, iniciada em 1903, só foi concluída em 1908. Esta veio substituir uma antiquissíma ponte pedonal de pedra muito estreita e de pequena altura. O Fontanário das Bicas, na Rua do Capitão, é bebedouro público datado de 1852. Próximo fica um dos locais onde as lavadeiras da freguesia lavavam as roupas nas poças de água da ribeira.
Segundo o Padre e cronista Gaspar Frutuoso (1570-80), a freguesia de N. Sra. da Luz do Vale dos Flamengos, tinha "67 fogos e almas de confissão 236, das quais serão de comunhão 181. (Saudades da Terra, Vol. 6 Cap. 37) Frei Diogo das Chagas, em 1643, relata que já tinha 643 habitantes distribuídos por 173 fogos. ("Espelho Cristalino", pág. 478)
A primitiva igreja foi saqueada e incendiada pelos corsários ingleses em 1597. É reconstruída em 1606, pela acção de Jerónimo de Utra Corte Real, e novamente, em 1736, pela acção do vigário Manuel Brum da Silveira.
Aquando do Sismo de 31 de Agosto de 1926, quase todas as casas da freguesia foram destruídas, incluindo a igreja. Novamente reconstruída, veio a arder completamente em 1938, perdendo-se um importante recheio. Foi novamente reconstruída em 1942, edifício mais moderno e de agradabilíssima traça arquitectónica. Sofreu danos com o sismo de 23 de Novembro de 1973, mas é com o Sismo de 9 de Julho de 1998, que ficou novamente em risco de derrocada.
A Quinta de São Lourenço, antiga propriedade de Tomás de Porra Pereira, Capitão-mor do Faial. Actualmente, é sede dos Serviços Agrários do Faial. É um espaço privilegiado onde se realiza Feiras e Exposições de Artesanato, Folclore e de Actividades Económicas. Nele é criado o Jardim Botânico do Faial em 1986, proporcionando aos visitantes o conhecimento das plantas endémicas e das plantas com propriedades medicinais existentes nas ilhas.
No Largo Jaime de Melo, na Estrada da Caldeira, situa-se a Ermida de São João, onde pode desfrutar de mais um miradouro natural. São João Baptista, é o padroeiro da fidalguia portuguesa e faialense. A partir daqui, pode-se subir à Caldeira do Faial. Daqui, descer ao Parque Florestal do Cabouco Velho, na parte alta da Freguesia do Salão.

## Tradições, Festas e Curiosidades
Merece destaque a Sociedade Filarmónica Nova Artista Flamenguense, fundada em 23 de Janeiro de 1881, foi a primeira banda de música no meio rural. Entre 1899 a 1912, o seu Ensaiador e Director Musical, o Maestro Francisco Xavier Simaria. Além desta, destaca-se ainda a Tuna e Grupo Folclórico Juvenil dos Flamengos, fundado em Outubro de 1978, pelo Prof. António da Luz Rodrigues, que serviu como seu Ensaiador e Director Musical. De dentro do grupo viria a nascer o Grupo de Cantares "Sons do Vale", em 1 de Março de 1999.
São notórias as características agrícolas desta freguesia, onde as casas apresentam características das Beiras e Trás-os-Montes, são casas de 2 pisos, sendo o Rés-do-chão destinado aos animais e o primeiro andar à habitação. Já as chaminés evidenciam características típicas do Sul do Continente português.